# لارنسیم

لاورنیسم در جدول تناوبی

لارنسیم (Lawrencium) از عنصرهای شیمیایی جدول تناوبی است. نشانه کوتاه آن Lr و عدد اتمی آن ۱۰۳ است. نامگذاری این عنصر به افتخار ارنست لارنس (Ernest O.Lawrence) خالق سیکلوترون است. این عنصر توسط آلبرت گیورسو و همکارانش در آزمایشگاه Rad Lab برکلی با استفاده از شتاب‌دهنده HILAC و بمباران هدف کالیفرنیمی با هسته‌های بور تولید شد. از لحاظ شیمیایی لارنسیم یک لوتتیم سنگین‌تر است و همان‌گونه که گلن تی. سیبورگ در سال ۱۹۴۹ پیش‌بینی کرده بود، به عنوان آخرین عضو گروه اکتنیدها در جدول تناوبی جای می‌گیرد. با این وجود، همانند لوتتیم می‌توان آن را عضوی از گروه ۳ جدول تناوبی نیز به حساب آورد.
خواص فیزیکی عنصر لورنسیم:
- عدد اتمی:۱۰۳
- جرم اتمی:۲۶۲٫۱۱۰
- نقطه ذوب: C°۱۶۲۷
- شعاع فلزی pm۲۸۲
- ظرفیت:۳
- رنگ: خاکستری
- حالت استاندارد: رادیو اکتیو
- نام گروه:اکتنید